# Parhippopsicon truncatipenne
Parhippopsicon truncatipenne är en skalbaggsart som beskrevs av Stefan von Breuning 1960. Parhippopsicon truncatipenne ingår i släktet Parhippopsicon och familjen långhorningar.
Artens utbredningsområde är Kenya. Inga underarter finns listade i Catalogue of Life.